# Dmytro Mychajłenko
Dmytro Stanisławowycz Mychajłenko, ukr. Дмитро Станіславович Михайленко, ros. Дмитрий Станиславович Михайленко, Dmitrij Stanisławowicz Michajlenko (ur. 13 lipca 1973 roku w Kirowohradzie, Ukraińska SRR) – ukraiński piłkarz występujący na pozycji pomocnika, reprezentant Ukrainy, trener piłkarski.

## Kariera piłkarska

### Kariera klubowa
W 1990 rozpoczął karierę piłkarską w klubie Zirka Kirowohrad, skąd w 1991 przeszedł do Dnipra Dniepropetrowsk. W 1994 został zaproszony do Dynama Kijów. W 2001 wyjechał do Izraela, gdzie bronił barw klubów Hapoel Tel Awiw i Beitar Jerozolima. W 2002 powrócił do Dnipra Dniepropetrowsk. Na początku 2007 został piłkarzem Metałurha Zaporoże, a latem przeniósł się na Cypr, gdzie podpisał kontrakt z APOP Kinyras. W 2009 zakończył karierę piłkarską.

### Kariera reprezentacyjna
Na młodzieżowych Mistrzostwach Świata U-20 rozgrywanych w 1991 roku w Portugalii bronił barw reprezentacji ZSRR U-20. Następnie występował w reprezentacji Ukrainy U-21.
27 kwietnia 1993 zadebiutował w reprezentacji Ukrainy w meczu towarzyskim z Izraelem, zremisowanym 1:1. Łącznie rozegrał 23 gry i strzelił 2 bramki.

## Kariera trenerska
Po zakończeniu kariery piłkarskiej w 2009 rozpoczął pracę trenerską na stanowisku asystenta trenera w rezerwowej drużynie Dnipra Dniepropetrowsk. W kwietniu 2010 po dymisji Wołodymyra Horiłego objął stanowisko głównego trenera młodzieżowej drużyny Dnipra U-21. 30 czerwca 2016 został mianowany na pełniącego obowiązki głównego trenera FK Dnipro. 6 lipca 2017 został mianowany na stanowisko głównego trenera SK Dnipro-1.

## Sukcesy i odznaczenia

### Sukcesy klubowe
- mistrz Ukrainy (7x): 1995, 1996, 1997, 1998, 1999, 2000, 2001
- wicemistrz Ukrainy: 1993
- brązowy medalista Mistrzostw Ukrainy: 1992, 2004
- zdobywca Pucharu Ukrainy: 1996, 1998, 1999, 2000
- finalista Pucharu Ukrainy: 2004
- zdobywca Pucharu Cypru: 2009

### Sukcesy reprezentacyjne
- brązowy medalista Mistrzostw Świata U-20: 1991

### Sukcesy indywidualne
- 3 piłkarz roku na Ukrainie: 1993